# National Basketball League 2001-2002
La National League Basketball 2001-2002 è stata la 24ª edizione della National Basketball League, la massima lega di basket australiana.

## Squadre partecipanti
- Adelaide 36ers
- Brisbane Bullets
- Cairns Taipans
- Canberra Cannons
- Illawarra Hawks
- Melbourne United
- Perth Wildcats
- Sydney Kings
- Townsv. Crocodiles
- Victoria Giants
- Sydney Spirit

## Regular Season

### Classifica
|     | Squadra            | G  | V  | P  | PF    | PS    |
| --- | ------------------ | -- | -- | -- | ----- | ----- |
| 1.  | Victoria Giants    | 30 | 21 | 9  | 3.127 | 2.896 |
| 2.  | Perth Wildcats     | 30 | 17 | 13 | 2.947 | 2.923 |
| 3.  | Adelaide 36ers     | 30 | 17 | 13 | 3.049 | 3.064 |
| 4.  | Illawarra Hawks    | 30 | 16 | 14 | 2.903 | 2.957 |
| 5.  | Sydney Spirit      | 30 | 16 | 14 | 3.100 | 2.963 |
| 6.  | Melbourne United   | 30 | 16 | 14 | 3.072 | 3.053 |
| 7.  | Brisbane Bullets   | 30 | 14 | 16 | 3.006 | 3.047 |
| 8.  | Sydney Kings       | 30 | 14 | 16 | 3.244 | 3.228 |
| 9.  | Townsv. Crocodiles | 30 | 13 | 17 | 3.225 | 3.187 |
| 10. | Canberra Cannons   | 30 | 12 | 18 | 2.863 | 2.980 |
| 11. | Cairns Taipans     | 30 | 9  | 21 | 2.706 | 2.944 |

## Play-off

### West Sydney - Perth

#### Gara 1
| Sydney 27 marzo 2002 2001 | Sydney Spirit | 106 – 85 | Perth Wildcats | State Sports Centre |

#### Gara 2
| Perth 30 marzo 2002 | Perth Wildcats | 98 – 109 | Sydney Spirit | Perth Entertainment Centre |

### Melbourne - Victoria

#### Gara 1
| Melbourne 27 marzo 2002 | Melbourne United | 107 – 113 | Victoria Giants | Vodafone Arena |

#### Gara 2
| Melbourne 29 marzo 2002 | Victoria Giants | 105 – 107 | Melbourne United | Vodafone Arena |

#### Gara 3
| Melbourne 31 marzo 2002 | Victoria Giants | 97 – 103 | Melbourne United | Vodafone Arena |

### Wollongong - Adelaide

#### Gara 1
| Wollongong 28 marzo 2002 | Illawarra Hawks | 90 – 107 | Adelaide 36ers | WIN Entertainment Centre |

#### Gara 2
| Adelaide 31 marzo 2002 | Adelaide 36ers | 101 – 95 | Illawarra Hawks | Adelaide Arena |

### Victoria - Adelaide

#### Gara 1
| Melbourne 3 aprile 2002 | Victoria Giants | 92 – 99 | Adelaide 36ers | Vodafone Arena |

#### Gara 2
| Adelaide 5 aprile 2002 | Adelaide 36ers | 81 – 86 | Victoria Giants | Adelaide Arena |

#### Gara 3
| Adelaide 7 aprile 2002 | Adelaide 36ers | 103 – 92 | Victoria Giants | Adelaide Arena |

### Melbourne - West Sydney

#### Gara 1
| Melbourne 4 aprile 2002 | Melbourne United | 114 – 93 | Sydney Spirit | Vodafone Arena |

#### Gara 2
| Sydney 6 aprile 2002 | Sydney Spirit | 125 – 109 | Melbourne United | State Sports Centre |

#### Gara 3
| Sydney 8 aprile 2002 | Sydney Spirit | 115 – 103 | Melbourne United | State Sports Centre |

### Finale

#### Gara 1
| Adelaide 12 aprile 2002 | Adelaide 36ers | 106 – 97 | Sydney Spirit | Adelaide Arena (7.800 spett.) |

#### Gara 2
| Sydney 14 aprile 2002 | Sydney Spirit | 103 – 100 | Adelaide 36ers | State Sports Centre (4.500 spett.) |

#### Gara 3
| Adelaide 19 aprile 2002 | Adelaide 36ers | 125 – 107 | Sydney Spirit | Adelaide Arena (7.800 spett.) |

## Vincitore
| Campioni NBL 2001-2002     |
| -------------------------- |
| Adelaide 36ers (4º titolo) |

## Statistiche
| Categoria               | Giocatore       | Squadra                | Stat  |
| ----------------------- | --------------- | ---------------------- | ----- |
| Punti per gara          | Willie Farley   | Adelaide 36ers         | 25,5  |
| Rimbalzi per gara       | Mark Bradtke    | Melbourne Tigers       | 13,1  |
| Assist per gara         | Shane Heal      | Victoria Titans        | 7,5   |
| Palle rubate per gara   | Darryl McDonald | Victoria Titans        | 2,3   |
| Stoppate per gara       | Simon Dwight    | West Sydney Razorbacks | 3,7   |
| Percentuale da 3        | John Rillie     | West Sydney Razorbacks | 47,4% |
| Percentuale tiri liberi | Andrew Gaze     | Melbourne Tigers       | 88,4% |

## Premi
- NBL Most Valuable Player: Mark Bradtke, Melbourne Tigers
- NBL Defensive Player of the Year: Simon Dwight, West Sydney Razorbacks
- NBL Most Improved Player of the Year: Wade Helliwell, Brisbane Bullets
- NBL 6th Man of the Year: Jamahl Mosley, Victoria Titans
- NBL Rookie of the Year: Travis Lane, Sydney Kings
- NBL Finals MVP: Brett Maher, Adelaide 36ers
- NBL Coach of the Year: Brian Goorjian, Victoria Titans

- All-NBL Team
  - Ricky Grace, Perth Wildcats
  - Lanard Copeland, Melbourne Tigers
  - Mark Bradtke, Melbourne Tigers
  - Chris Anstey, Victoria Titans
  - Paul Rogers, Adelaide 36ers